# 黄茅粒孢堆黑粉菌
黄茅粒孢堆黑粉菌（学名：Sporisorium moniliferum）是属于黑粉菌目黑粉菌科孢堆黑粉菌属的一种真菌，寄生在黄茅属植物上。该种分布于中国、印度、斯里兰卡、巴基斯坦、喀麦隆、埃塞俄比亚、刚果、马达加斯加、美国等地。